# ریکاردو اینفانته
ریکاردو اینفانته (انگلیسی: Ricardo Infante; ۲۱ ژوئن ۱۹۲۴ – ۱۴ دسامبر ۲۰۰۸) بازیکن فوتبال اهل آرژانتین بود.
از باشگاه‌هایی که در آن بازی کرده‌است می‌توان به باشگاه فوتبال گیلینگام، باشگاه فوتبال استودیانتس، باشگاه فوتبال جیمناسیا لاپلاتا، و باشگاه فوتبال اتلتیکو هوراکان اشاره کرد.
وی همچنین در تیم ملی فوتبال آرژانتین بازی کرده‌است.